# Brixia opulenta
Brixia opulenta är en insektsart som beskrevs av Synave 1956. Brixia opulenta ingår i släktet Brixia och familjen kilstritar. Inga underarter finns listade i Catalogue of Life.